# Cleidodiscoides sulcata
Cleidodiscoides sulcata är en plattmaskart. Cleidodiscoides sulcata ingår i släktet Cleidodiscoides och familjen Dactylogyridae. Inga underarter finns listade i Catalogue of Life.